# Carrefour Énergies
Carrefour Énergies est une filiale du Groupe Carrefour spécialisée dans l'installation de stations de recharge sur les parkings de ses supermarchés et dans la distribution d'électricité avec Octopus Energy France.

## Description
Carrefour Énergies est un distributeur de gaz et d'électricité, et non un fournisseur d'électricité. En collaboration avec d'autres entreprises, Carrefour Énergies installe également des panneaux photovoltaïques à domicile, effectue le changement du système de chauffage domestique, via notamment l'installation de pompes à chaleur, des thermostats connectés, des bornes de recharges sur les parkings de ses supermarchés et des ombrières solaires sur ledits parkings, ici avec GreenYellow.
En avril 2023, le cap des cent stations de recharge est atteint.
Il existe des stations de taille modeste, comme à Lallaing.

Station de recharge Carrefour Énergies au Carrefour Contact de Lallaing, dans le Nord, en France
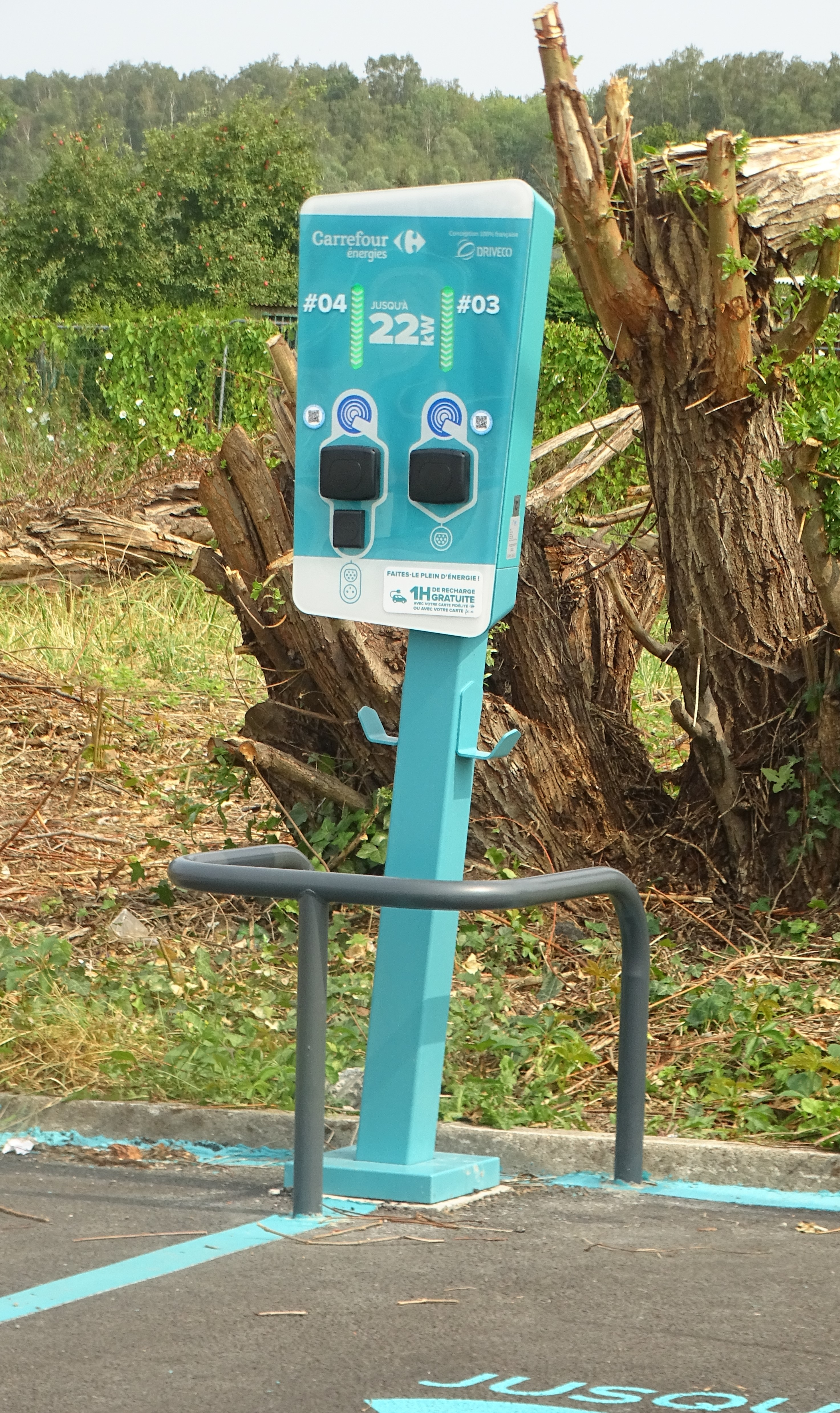
Bornes jusqu'à 22 kW.
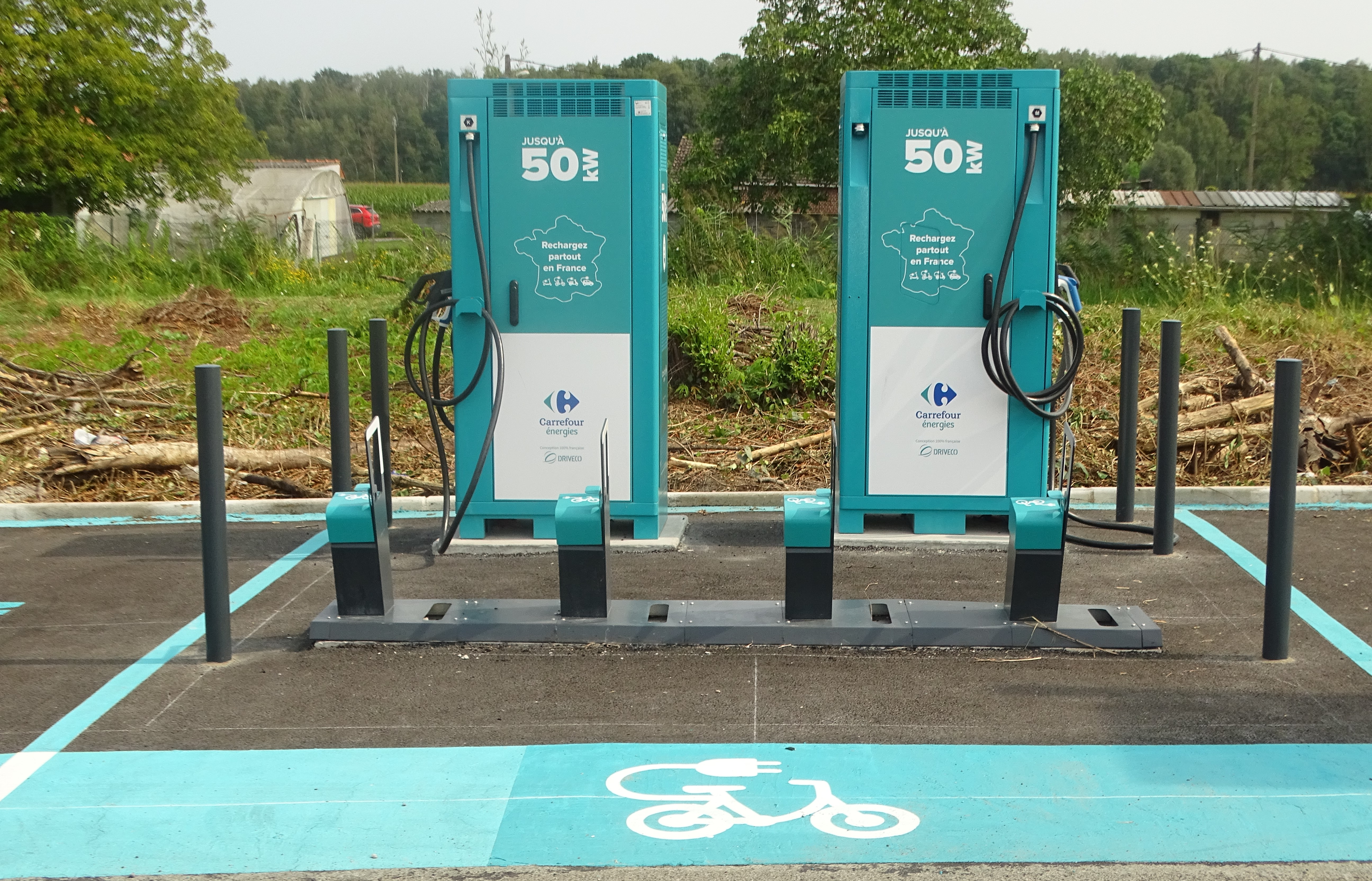
Bornes jusqu'à 50 kW.
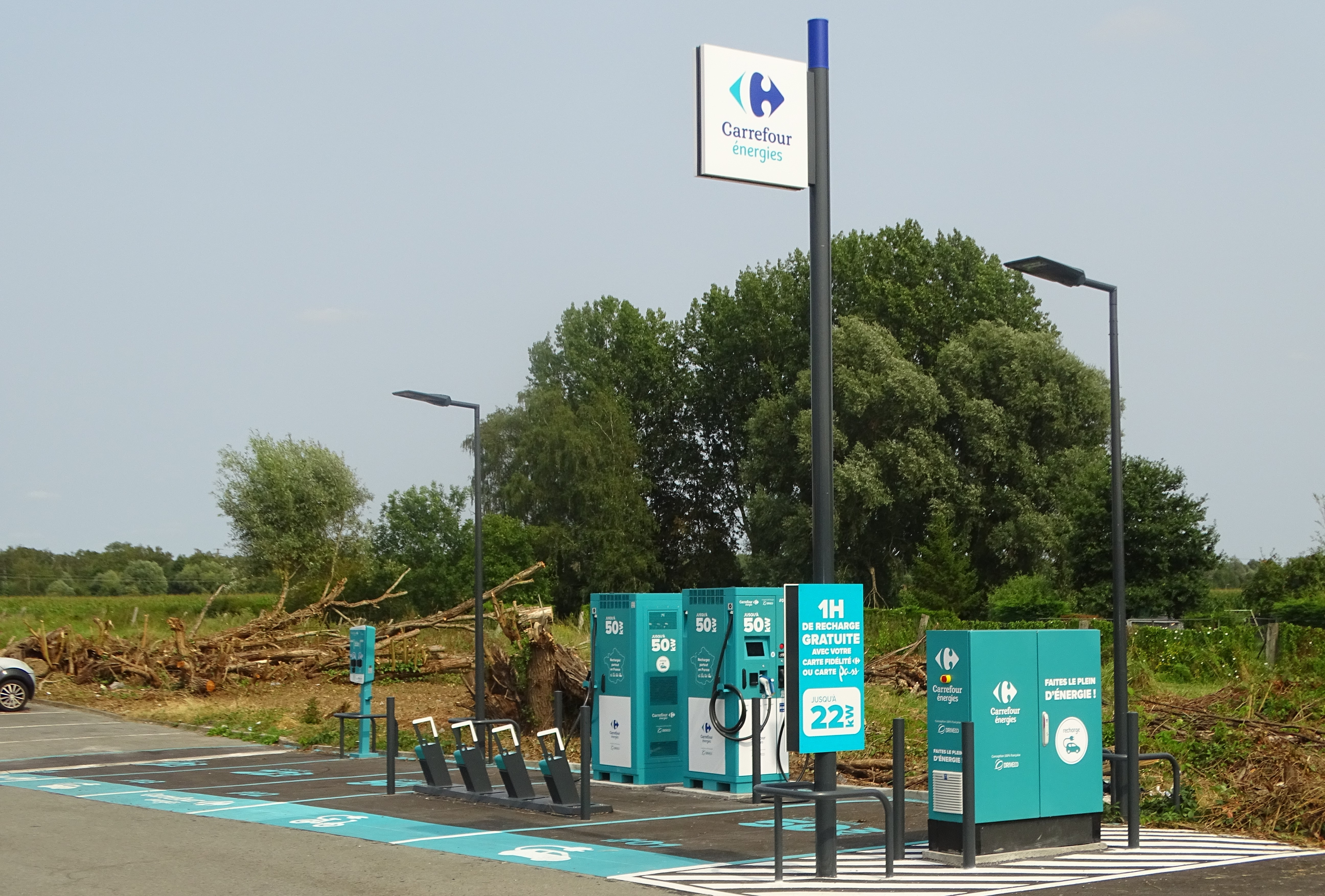
Vue d'ensemble de la station.

D'autres stations, comme à Denain, sont plus grandes et permettent de charger plus de véhicules.

Station de recharge Carrefour Énergies au Carrefour Denain, dans le Nord, en France
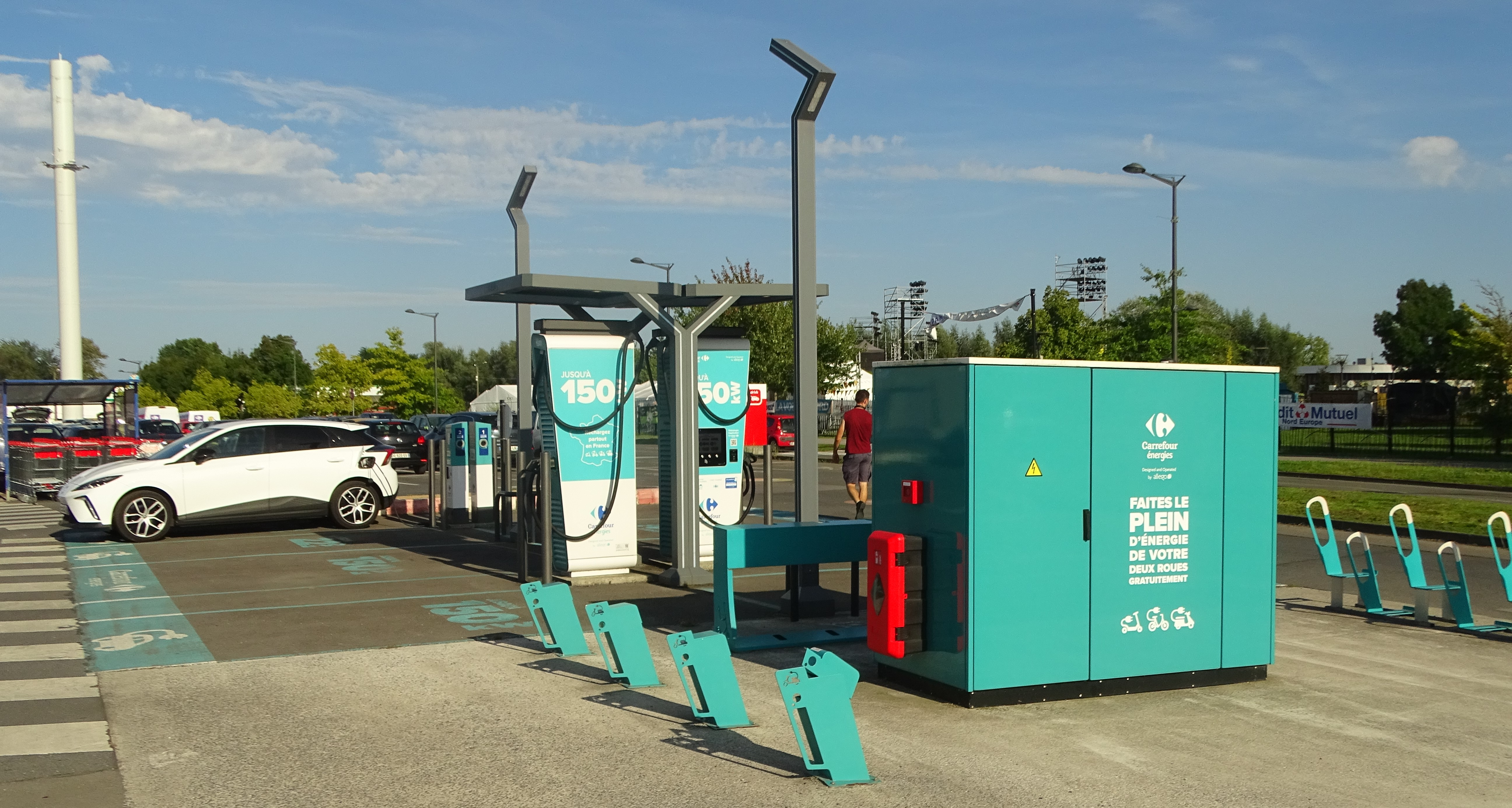
Vue générale de la station.
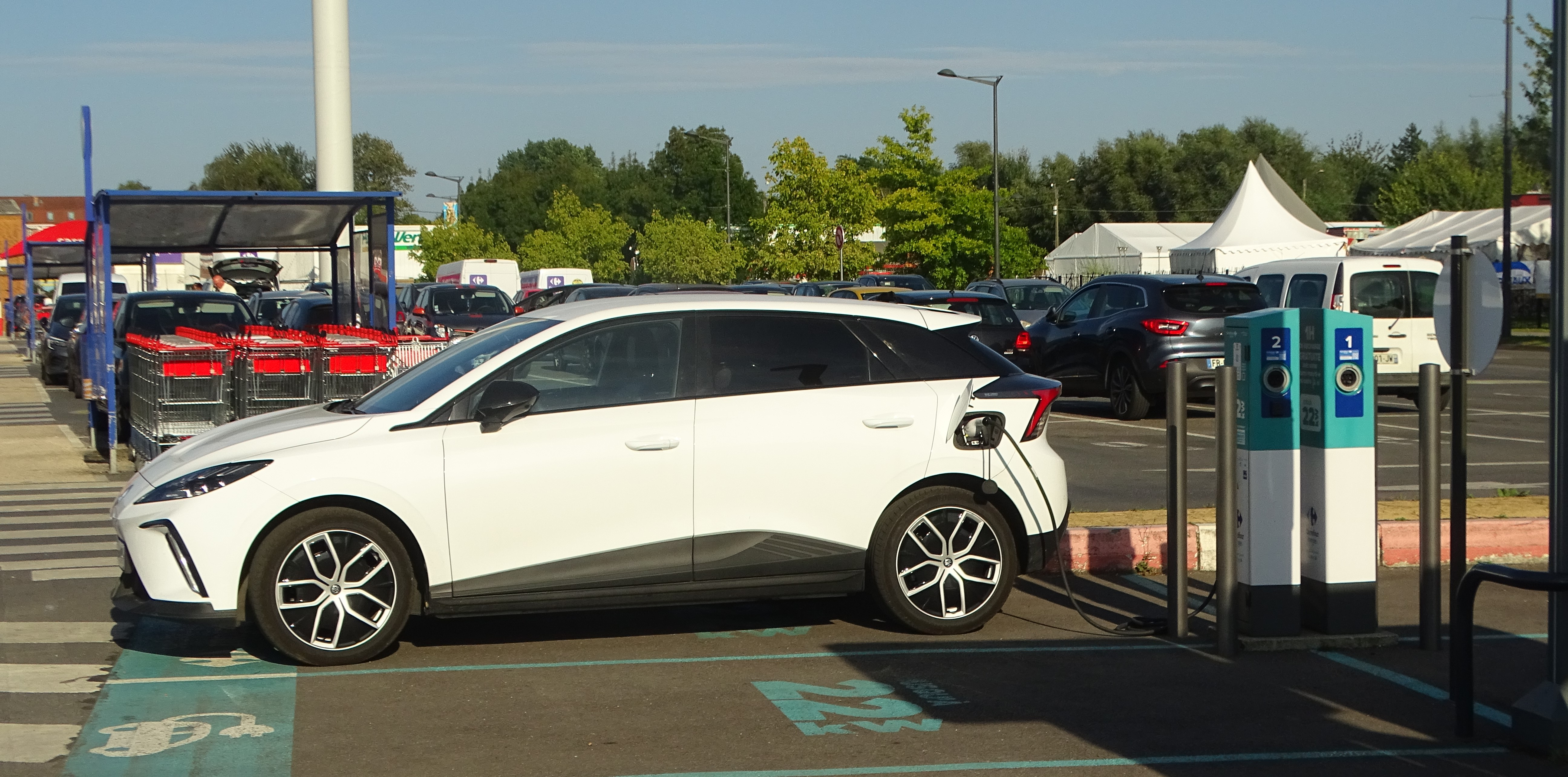
La voiture se recharge sur du 22 kW.
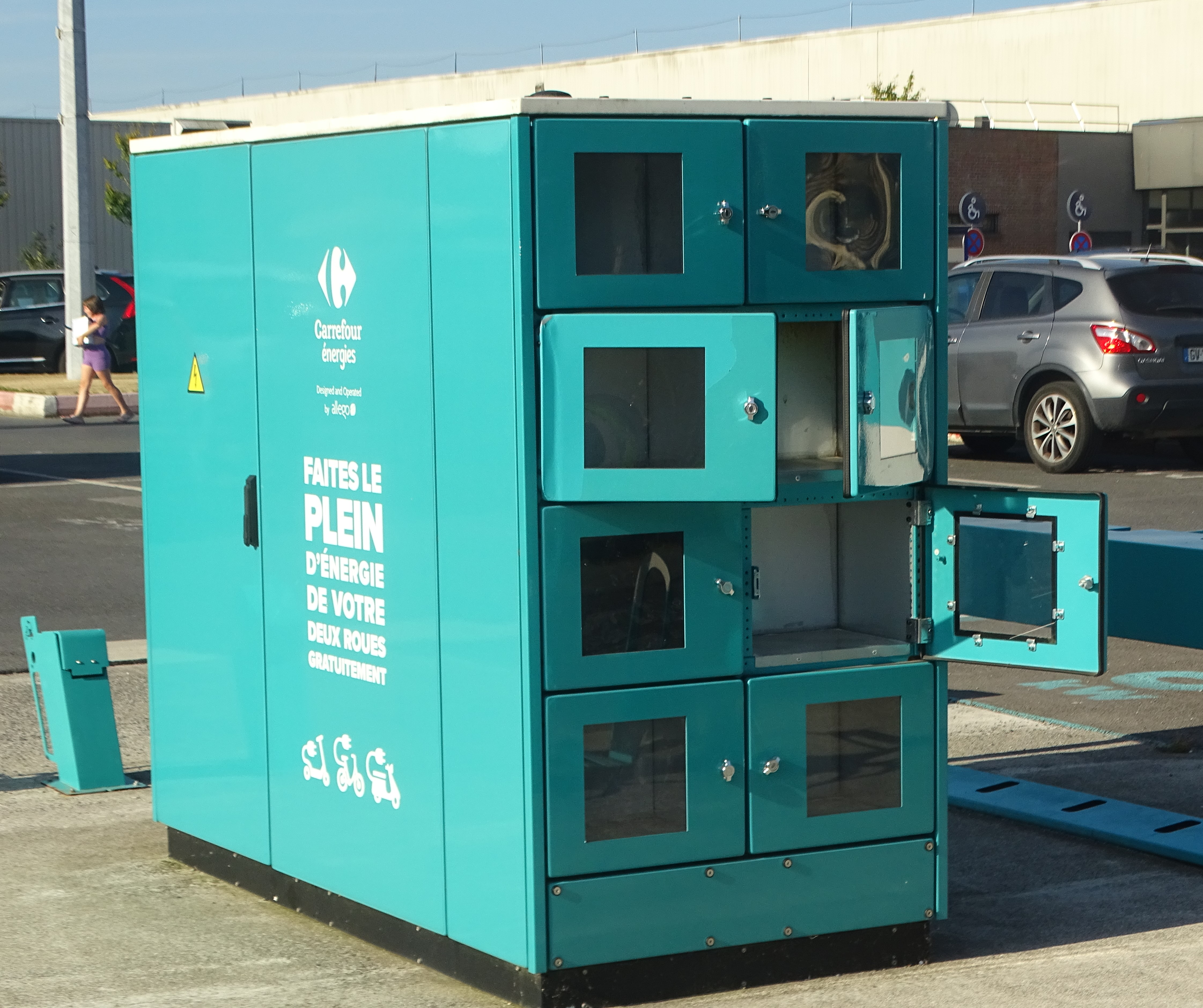
Recharge de petits objets et de batteries.
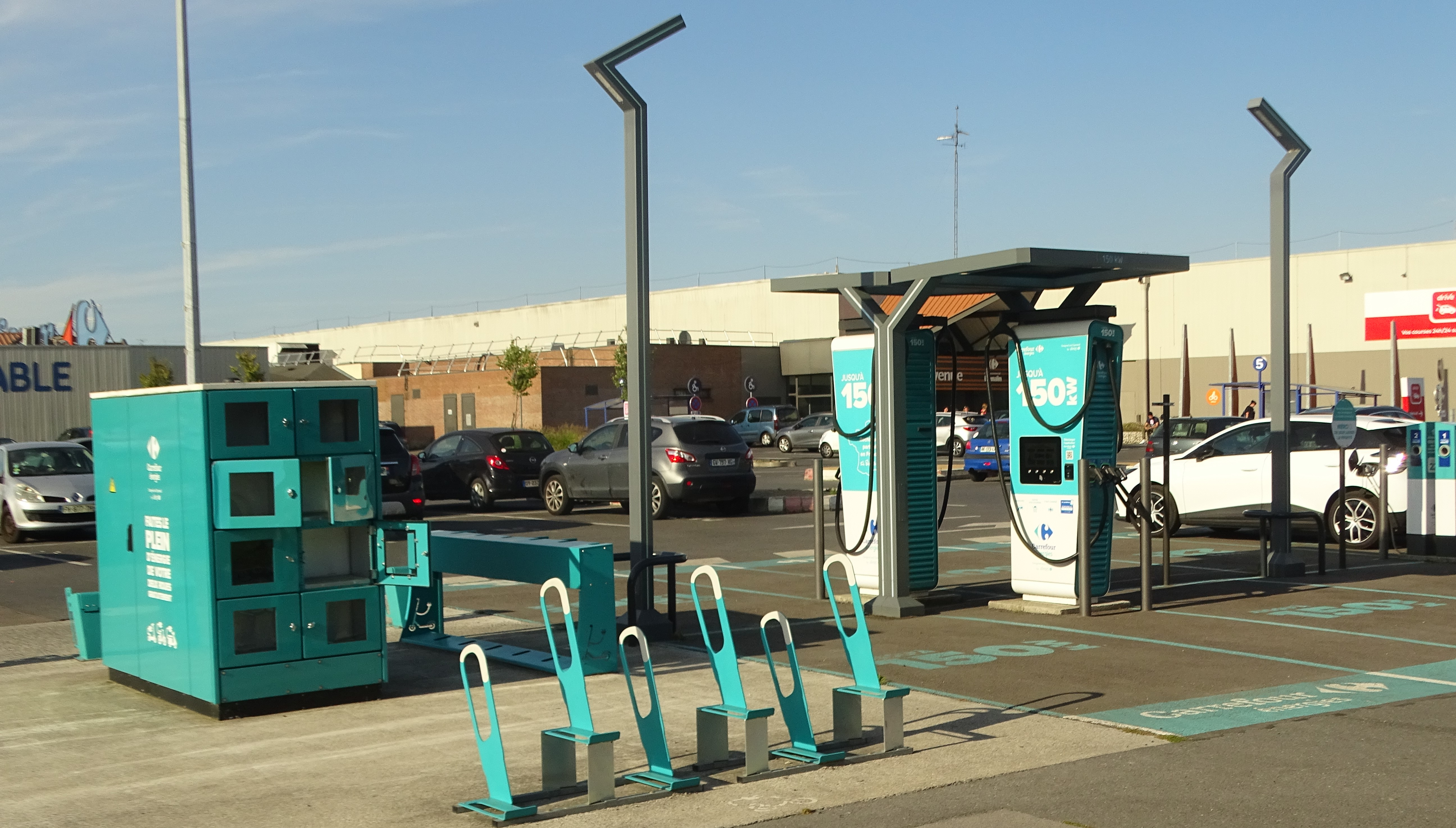
Arceaux pour les vélos et scooters, pour les trottinettes à l'arrière-plan.
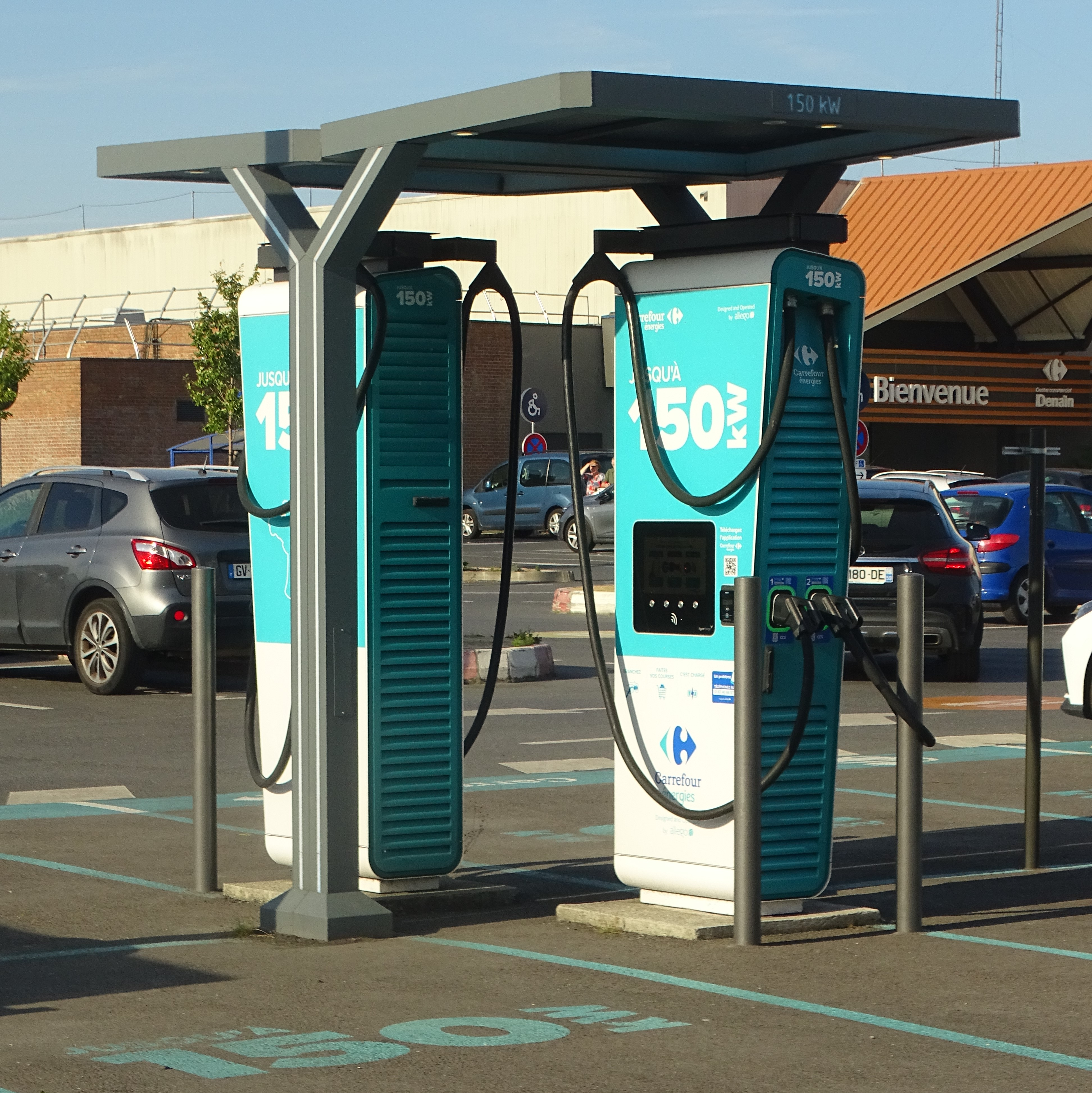
Bornes jusqu'à 150 kW.